# Sault-de-Navailles
Sault-de-Navailles is een gemeente in het Franse departement Pyrénées-Atlantiques (regio Nouvelle-Aquitaine). De plaats maakt deel uit van het arrondissement Pau. Sault-de-Navailles telde op 1 januari 2022 944 inwoners.

## Geografie
De oppervlakte van Sault-de-Navailles bedroeg op 1 januari 2022 22,26 vierkante kilometer; de bevolkingsdichtheid was toen 42,4 inwoners per km².

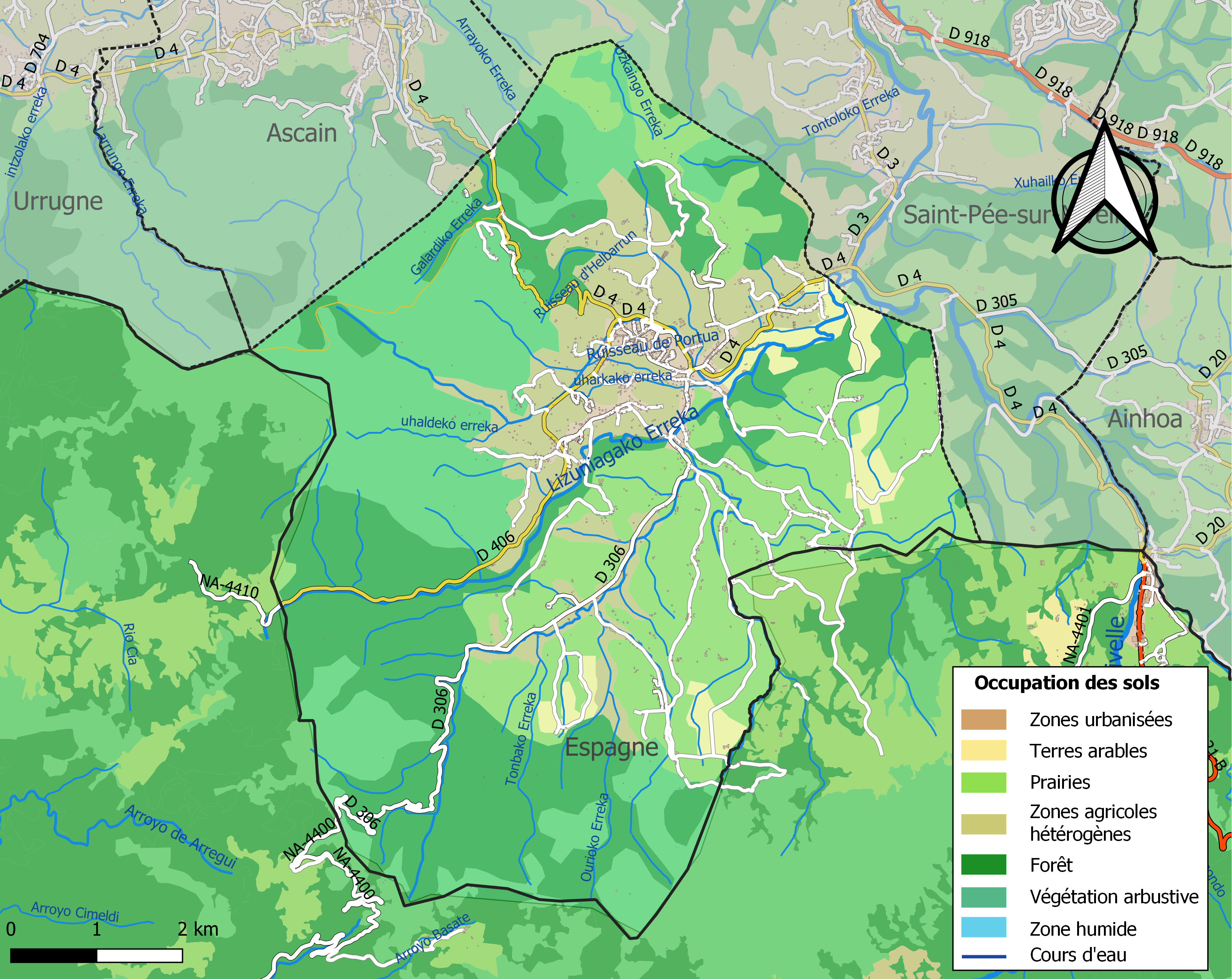
Kaart van de gemeente met de belangrijkste infrastructuur, bodemgebruik en omliggende gemeenten

## Demografie
Onderstaande figuur toont het verloop van het inwonertal (bron: INSEE-tellingen).